# Loïk Le Floch-Prigent
Pour les articles homonymes, voir Floc'h et Prigent.
Loïk Le Floch-Prigent, né le 21 septembre 1943 à Brest (Finistère) et mort le 16 juillet 2025 à Paris,, est un ingénieur, homme d'affaires, et dirigeant d'entreprises français.
Son ascension à la tête d'entreprises publiques a été favorisée, dans un premier temps, par les fonctions qu'il a occupées au cabinet du ministre de l'Industrie et son entregent dans le monde politique. Il est notamment PDG de l'entreprise pétrolière Elf entre juillet 1989 et 1993, puis président de la SNCF de décembre 1995 à juillet 1996. Il est par la suite condamné par la justice à des peines de prison ferme pour détournements de fonds dans le cadre de l'affaire Elf, il est notamment connu dans le milieu de la « Françafrique ».

## Biographie

### Formation
En 1967, Loïk Le Floch-Prigent sort diplômé de l’École nationale supérieure d’hydraulique et de mécanique de Grenoble (Grenoble INP - Ense3). En 1968, il termine ses études à l'école de journalisme de l'université du Missouri-Columbia.

### Carrière
De 1969 à 1981, Loïk Le Floch-Prigent travaille à la Délégation générale à la recherche scientifique et technique (DGRST). Il est notamment chargé de mission contractuel urbanisme transports, conseiller chargé de la recherche industrielle, chef du service du fonds de recherche, puis conseiller du directeur général de l'Agence nationale de valorisation de la recherche. Durant ces années, il est un militant actif du Parti socialiste « dont il choisit l'aile gauche ». Il côtoie néanmoins régulièrement Raymond Barre et rencontre Pierre Dreyfus, ex-patron de Renault de conviction socialiste.
En 1981-1982, il est directeur de cabinet du ministre de l'Industrie, Pierre Dreyfus. C'est « un zélé artisan des nationalisations » qui ont lieu alors. Il gère notamment le dossier Creusot-Loire. Il se lie avec Maurice Bidermann, PDG du groupe textile du même nom.
En 1982, il se trouve bien placé pour être nommé par le Premier ministre Pierre Mauroy, et le ministre Jean-Pierre Chevènement, avec l'aval de l'Élysée, au poste de président-directeur général de Rhône-Poulenc dont il assume la présidence jusqu'en 1986. Il participe au redressement de l'entreprise qui accumulait les pertes avant son arrivée et qui redevient profitable. Par l'intermédiaire d'Alain Boublil, il se rapproche de François Mitterrand. Lorsque Jacques Chirac est nommé Premier ministre en 1986, Le Floch-Prigent se dit favorable à la privatisation de Rhône-Poulenc, mais ne conserve pas son poste.
D'octobre 1988 à mai 1989, il est chargé d'une mission d'étude sur l'avenir de l'industrie chimique, pharmaceutique et pétrolière française, auprès de Roger Fauroux, ministre de l'Industrie et de l'Aménagement du territoire.
En juin 1989, Michel Rocard le nomme P-DG d'Elf Aquitaine, alors premier groupe industriel français. Il reste à ce poste quatre années pendant lesquelles la société double sa production de pétrole.
En août 1993, Édouard Balladur le nomme président de Gaz de France poste qu'il occupe jusqu'en janvier 1996. Enfin, il est nommé par Jacques Chirac fin décembre 1995 président de la Société nationale des chemins de fer français, en remplacement de Jean Bergougnoux. Il ne demeure à la SNCF que jusqu'au 4 juillet 1996, date à laquelle il est mis en examen et écroué dans le cadre de l'affaire nommée alors « Elf-Bidermann » qui porte notamment sur le financement de l'entreprise textile Bidermann par Elf entre 1989 et 1993.
De 1997 à 2003, il est consultant international (Energy and Transport Consulting). De 2003 à 2005, il est emprisonné à Fresnes.
De 2005 à 2010, pour le compte de Pilatus, et dans le cadre de ses expertises minières, il se rend en Afrique, au Congo-Brazzaville, en république démocratique du Congo, au Mali, au Bénin, en Tanzanie, en Égypte, mais aussi en Irak (Kurdistan irakien), en Oman, aux Émirats arabes unis, au Qatar, en Syrie, en Turquie, au Canada, aux États-Unis.
À partir de 2008, il est accusé d'être le responsable de l'organisation d'une escroquerie à la nigériane impliquant Pilatus Energy AG. De 2010 à 2011, il est à nouveau emprisonné à Fresnes pour non-paiement d'amendes antérieures.
En 2011 est créé Pilatus Group à Brazzaville, société au nom similaire à celui de Pilatus Energy AG, avec tentative de reprise d'un permis appartenant à Pilatus Energy Congo Sarl.
De 2012 à 2013, il est en détention préventive au Togo puis relâché pour raison médicale dans l'attente d'un jugement dans le cadre d'une affaire d'escroquerie permettant de réduire la liquidité de l'actionnaire de Pilatus Energy AG et donc sa capacité à forer dans le cadre du permis. En 2013, il est de retour en France.

### Soutien à Éric Zemmour
En 2021, plusieurs médias révèlent la possibilité qu'il soit le conseiller économique d'Éric Zemmour pour sa potentielle candidature à l'élection présidentielle de 2022.
En août 2024, il est invité à participer à un débat de Reconquête lors de l’université d’été du parti. En 2023, il rejoint un « comité stratégique » du média d'extrême droite Livre noir.

### Climato-scepticisme
Loïk Le Floch-Prigent nie ouvertement les conclusions du travail du Groupe d'experts intergouvernemental sur l'évolution du climat (GIEC), ainsi que les conséquences attendues du changement climatique.

### Mort
Loïk Le Floch-Prigent est décédé dans la nuit du 15 juillet au 16 juillet 2025. à l’hôpital Cognacq-Jay (15e arrondissement de Paris)  des suites d'un cancer, à l’âge de 81 ans,.

### Vie privée
Loïk Le Floch-Prigent est le neveu du poète breton Maodez Glanndour et l'oncle du journaliste Erwan Chartier,.
Il est d'abord en couple avec une femme prénommée Jeanine Fournier, rencontrée au pied des Alpes et avec qui il aura deux enfants, Fanny et Vincent. Puis, entre mars 1990 - août 1991, il est marié à Fatima Belaïd, avant de se mettre en couple avec Marlène Le Floch-Prigent, sa dernière épouse.

## Affaires judiciaires

### Condamnations pour détournement de fonds
Dans le cadre du procès de l'affaire Dumas, Loïk Le Floch-Prigent est condamné en appel le 29 janvier 2003 à 30 mois de prison ferme et deux millions de francs d'amende. Il est incarcéré à la prison de Fresnes (Val-de-Marne) le 31 janvier 2003.
Dans le cadre de l'affaire Elf, l'ancien président du groupe est condamné par trois fois notamment pour abus de biens sociaux. Il est écroué le 4 juillet 1996 et se trouve soumis à six mois de prison préventive jusqu'au 23 décembre 1996, date de sa libération sous caution de 500 000 F, soit environ 76 225 euros. Le 12 novembre 2003, il est condamné à cinq ans de prison ferme et 375 000 euros d'amende. Il n'a pas fait appel de cette condamnation. Il est remis en liberté le 8 avril 2004 pour raisons de santé. Lors de son procès, Loïk Le Floch-Prigent niera avoir aidé Bidermann pour des raisons d'« amitié », mais « à la demande des pouvoirs publics ». Il désigne plus particulièrement Pierre Bérégovoy et Jean-Yves Haberer, l'ancien président du Crédit lyonnais, enfin des courriers de Dominique Strauss-Kahn, alors ministre de l'Industrie et du Commerce extérieur, en faveur « de l'emploi »,.
En mai 2007, il est condamné à 15 mois avec sursis dans le dernier volet judiciaire de l'affaire Elf : un système d’emplois fictifs mis en place en Suisse au début des années 1990. Parmi les bénéficiaires de ces emplois de complaisance présumés se trouvaient des proches de François Mitterrand, de Charles Pasqua ou de l'homme d'affaires corse et ami d'Alfred Sirven, Mathieu Valentini.
Roger Quigniot, juge d'application des peines (JAP) à Paris, ordonne le 12 juin 2007 son retour en détention. Libéré en 2005, il n'aurait pas respecté les obligations de son suivi judiciaire. En particulier, le JAP lui a reproché en effet de s’être rendu à l’étranger sans autorisation. Il appartient alors au parquet de Paris de faire exécuter la décision,. Le 16 juin 2009, la cour d'appel de Versailles révoque partiellement sa libération conditionnelle pour avoir « manqué à l'obligation d'indemniser la partie civile en proportion de ses facultés contributives ». Le 21 janvier 2010, la Cour de cassation ordonne son incarcération pour six mois. Il est placé en détention à la prison de Fresnes le 7 septembre 2010. Il est ensuite libéré.[Quand ?]

### Affaire d'escroquerie internationale
En juin 2011, le Togo a émis un mandat d'arrêt international à son encontre, à la suite d'une plainte d'Abbas Yousef, un homme d'affaires de Dubaï. Ce mandat a été réactivé le 3 septembre 2012 et mis en application en Côte d'Ivoire le 16 septembre 2012, avec remise immédiate à la police du Togo.
Détenu au Togo, Loïk Le Floch-Prigent a déposé le 5 décembre 2012 à Paris, par l'intermédiaire de son avocat Me Patrick Klugman, une plainte contre X pour « corruption » et « atteinte arbitraire à la liberté par une personne exerçant une fonction publique ».
Un comité de soutien fondé par sa famille en décembre 2012 a contacté les autorités françaises et la presse pour favoriser la prise en compte des importants problèmes de santé que Loïk Le Floch-Prigent rencontre dans le cadre de sa détention au Togo, où il ne peut recevoir les soins dont il a besoin, et obtenir son rapatriement en France.
Ce comité a également organisé un rassemblement devant l'ambassade du Togo à Paris le 16 janvier 2013. Il publie un site internet pour rassembler l'ensemble de la documentation, des témoignages et des articles de presse relatifs au différend qui oppose Abbas El Youssef à Loïk Le Floch-Prigent. Dans un billet publié dans Le Point du 31 janvier 2013, Patrick Besson appelle à la libération de Loïk Le Floch-Prigent. Le 26 février 2013, pour des raisons de santé, il a été libéré de sa prison togolaise et transmis aux autorités françaises.

## Publications

### Ouvrages
- Pour des fonds de pension européens, Éditions Petrelle, 1998
- Affaire Elf, affaire d'État, entretiens avec Éric Decouty, Le Cherche midi, 2001  (ISBN 2-8627-4926-5)
- La Crevette et le Champignon, Le Cherche-Midi, 2005  (ISBN 978-2-7491-0368-6) Relation de son expérience de la pêche à pied.
- Une incarcération ordinaire, Le Cherche midi, 2006  (ISBN 2-7491-0501-3) Essai sur l'organisation des prisons à partir de son expérience.
- Granit rosse, Coop Breizh, 2012 Roman policier situé à Trébeurden, son lieu de séjour familial.
- Le Mouton noir : 40 ans dans les coulisses de la République, Pygmalion, 2014 Ses mémoires.
- La Bataille de l’industrie - La France va-t-elle la perdre ? Peut-elle la gagner ?, Jacques Marie Laffont éditeur, 2016
- Carnets de route d'un Africain, éditions Elytel, 2017
- Il ne faut pas se tromper : pour en finir avec les idées reçues sur l'énergie et l'industrie, éditions Elytel, 2018
- Le Silence des dolmens, De Borée, 2019  (ISBN 978-2-8129-2557-3)
- Pour une France industrielle, éditions Elytel, 2020
- Repenser la prison, Paris, éditions Michalon, 192 p., 2020  (ISBN 978-2-8418-6944-2)
- Capitaines d'industrie : ces Français qui font les succès industriels de la France, éditions Elytel, 192 p., 2022  (ISBN 978-2-917182-19-2)
- 1997 Année zéro du déclin de la France, éditions Elytel, 142 p., 2024[28]  (ISBN 978-2-917182-23-9)

### Articles
- Dans la revue Front populaire[29]

### Filmographie
- Dans le film L'Ivresse du pouvoir (2006) consacré par Claude Chabrol à l'affaire Elf, Michel Humeau (Loïk Le Floch-Prigent) est joué par  François Berléand.
- Dans le téléfilm Les Prédateurs (2007) consacré par Lucas Belvaux aux affaires Elf, Loïk Le Floch-Prigent est interprété par Aladin Reibel.
- Loïk Le Floch-Prigent intervient dans le film documentaire Éoliennes : du rêve aux réalités de Charles Thimon sorti en 2021.